# Dinophasma ruficornis
Dinophasma ruficornis är en insektsart som först beskrevs av Ludwig Redtenbacher 1906.  Dinophasma ruficornis ingår i släktet Dinophasma och familjen Aschiphasmatidae. Inga underarter finns listade i Catalogue of Life.